# Брацлавский полк
Бра́цлавский полк — административно-территориальная и военная единица Его Королевской Милости Войска Запорожского Правобережной Украины Польской Руси, эпохи казачества. 
Полковой центр — королевский город Брацлав (Браславль), центр Брацлавского воеводства, Польского королевства.

## География
С юга граница полка как административной и территориальной единицы проходила по реке Днестр, с запада сохранялась старая граница между Подольским и Брацлавским воеводствами.
В 1649 году в реестровый полк входило 22 сотни:
- Александровская;
- Багланивская;
- Браиловская;
- Брацлавская;
- Вербская;
- Гарячковская;
- Клебанская;
- Комаргородская;
- Краснянская;
- Лучицкая;
- Мураховская;
- Мястковская;
- Ольшанская;
- Райгородская;
- Станиславская;
- Тимоневская;
- Тульчинская;
- Чечельницкая;
- Чернавецкая;
- Шаргородская;
- Яланцкая;
- Ямпольская.

## История
Брацлавский полк был создан в 1648 году польским королём для защиты от османов и крымчаков, а также против гайдамацкого движения. 
По Зборовскому договору между польско-литовским королём, шляхтой и запорожскими черкасами местечко Тульчин досталось старшему Войска Запорожского (гетману) и было приписано к Брацлавскому полку.
В 1667 году, после Андрусовского перемирия, территория Брацлавского полка опять перешла к Польско-литовской республике и полк реестровых казаков был объединён с Винницким полком.
В период Руины территория полка подверглась опустошению и в начале 1680-х годов пришла в упадок. В середине 1680-х годов полк был восстановлен Андреем Абазиным.
В 1712 году после Прутского трактата по соглашению между Польско-литовской республикой и Русским царством казаки правобережных полков были переселены в Левобережную Малороссию. В связи с этим Брацлавский полк был ликвидирован.

## Полковники (года)
Полковники Брацлавского полка или Брацлавские полковники:
- Даниил Нечай (1648—51)[6];
- Тимофей Носач (1651—53);
- Михаил Зеленский (1654—57, 1659—72);
- Иван Сербин (1657—58, 1663—65);
- Дмитрий Солонина (1658—59);
- Иван Буг (1663);
- Василий «Дрозд» (?—1665);
- Василий Дворецкий (1665—?);
- Родион Дмитрашко-Райча (1666);
- Коваленко Сидор (1666, 1675—85);
- Гудима Степан;
- Андрей Абазин (1690—1703);
- Григорий Дорошенко;
- Кривенко Г. (наказной);
- Иванкул;
- Семён Кияшко-Манджос;
- Иван Павлович Лисица (1674 год)[7];
- Болюбаш Фёдор (наказной) (?-1675);
- Фёдор Шпак;
- Григорий Иваненко (1706 год)[8].